# الشيخ مكرم
قرية الشيخ مكرم هي إحدى القرى التابعة لمركز سوهاج بمحافظة سوهاج في جمهورية مصر العربية. حسب إحصاءات سنة 2006، بلغ إجمالي السكان في الشيخ مكرم 13357 نسمة، منهم 7076 رجل و6281 امرأة.